# Casco de fútbol americano

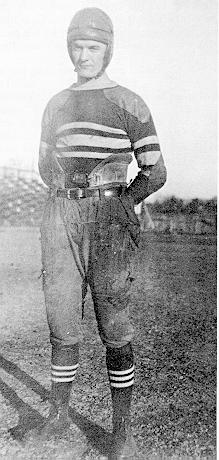
Ejemplo de los primeros cascos utilizados en el fútbol americano

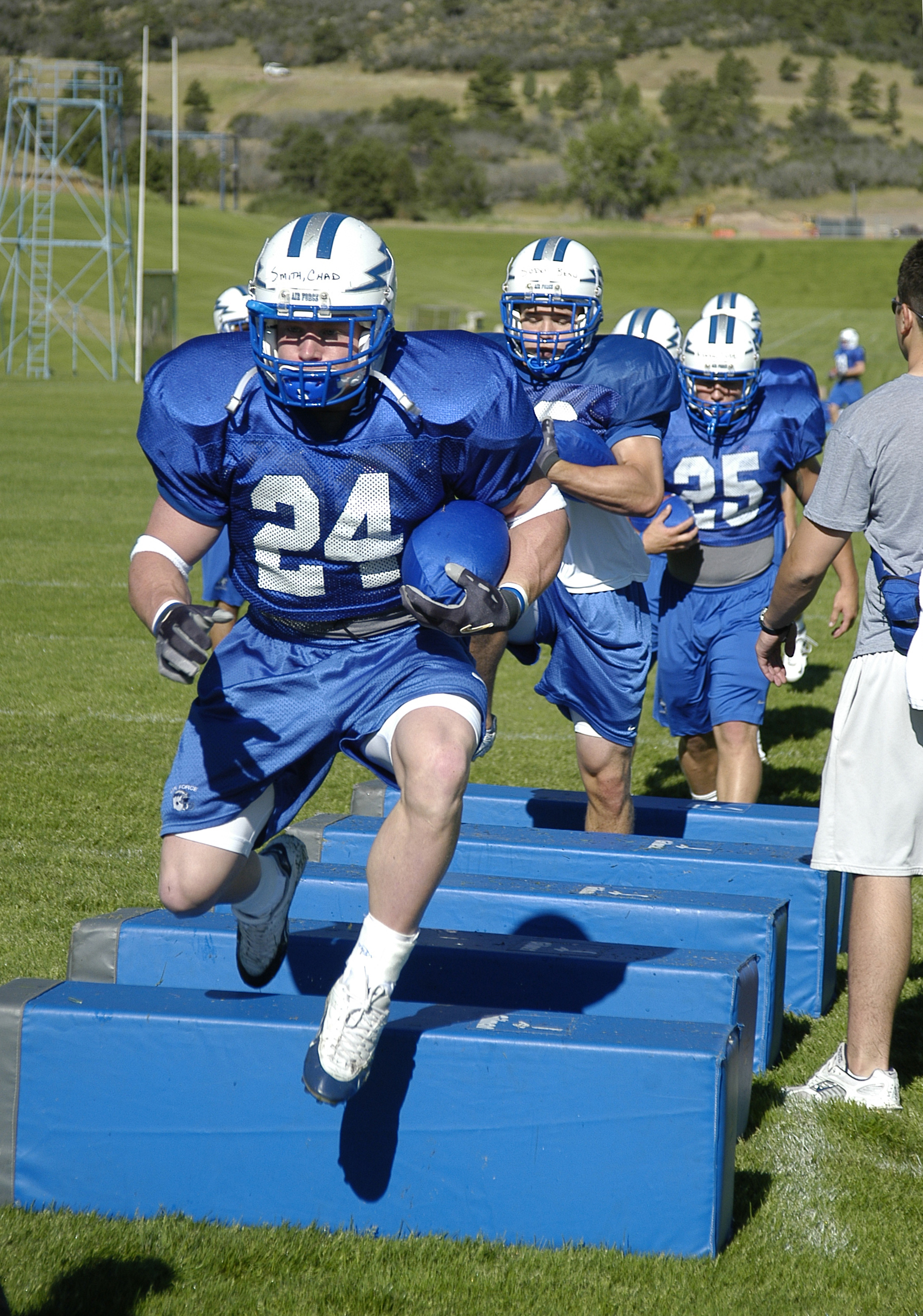
Un grupo de jugadores entrenando con sus cascos de fútbol americano.

Un casco de fútbol americano es un dispositivo protector utilizado en las diferentes versiones de fútbol gridiron (principalmente el fútbol americano y el fútbol canadiense). La versión moderna de plástico duro fue creada por Paul Brown. Consiste en una cima plástica dura con acolchado grueso por dentro, una máscara de una o más barras de metal y una cinta en barbilla que asegura el casco. Algunos jugadores agregan viseras de policarbonato en los cascos para proteger los ojos del deslumbramiento o golpes. Los cascos son un requisito de cada nivel de fútbol organizado, salvo para variantes donde no se golpean como el flag football. Aunque los cascos son protectores, los jugadores pueden y sufren todavía lesiones en la cabeza como contusiones. Cada posición tiene un tipo diferente de mascarilla para equilibrar la protección y la visibilidad. 
Una de las primeras ocasiones del uso de casco de fútbol fue en 1896 cuando el corredor George "Rose" Barclay de los Lafayette Leopards, comenzó a utilizar correas y orejeras para proteger sus orejas. Adicionalmente, otras fuentes acreditan la invención del casco del fútbol a Joseph M. Reeves, (jugador de los Navy Midshipmen, quien llegaría a ser luego conocido como el "Padre de la Aviación Transporada" al lograr integrar a los portaaviones a la Flota de Estados Unidos), que tuvo un dispositivo protector para la cabeza que hizo con piel de topo para permitirle jugar en 1893 en el partido contra los Army Black Knights. Los cascos posteriores estuvieron hechos con cuero acolchado, y se parecían a los cascos de los aviadores. En el fútbol profesional eran opcionales. Algunos jugadores de la NFL, notablemente el miembro del Salón de la Fama de la NFL Bill Hewitt, jugaron toda o la mayor parte de su carreras sin casco. 
A mediados de los años 40, los cascos finalmente fueron obligatorios en la NFL. Todavía eran de cuero, pero con las mejoras en las técnicas de fabricación consiguieron una forma esférica más familiar. Por los años cincuenta, la introducción de polímeros llevó a la era del casco de cuero a su fin. La máscara fue introducida también alrededor de esas misma fechas, reduciendo el número de narices y dientes rotos, pero necesitando también nuevas reglas para prohibir a los jugadores contrarios agarrarse a la máscara, una jugada peligrosa que puede acarrear una pena de 5 o 15 yardas de castigo, dependiendo de la severidad y de la intención. Los Angeles Rams fueron el primer equipo de NFL en poner logos en los cascos y en 2011 solo los Cleveland Browns no usan logo alguno. 
En 2002, el fabricante Riddell lanzó un nuevo diseño de casco llamado Revolution  Archivado el 27 de septiembre de 2007 en Wayback Machine.. El diseño fue lanzado en respuesta a un estudio sobre conmociones. El diseño está llegando a ser popular en la NFL y NCAA, siendo usado por jugadores como Peyton Manning, Dwight Freeney, Casey Hampton, y Brady Quinn. 
El casco puede ser arrancado a veces de la cabeza de un jugador al dar empujones en un partido dejando al jugador vulnerable a las lesiones. El ejemplar de Sports Illustrated del 15 de enero de 2007, incluye un par de fotos de Jeremy Shockey de los Gigantes de Nueva York, mostrando coraje al continuar empujando por yardage extra en un juego de postemporada contra las Águilas de Filadelfia, a pesar de haber perdido el casco durante la jugada.
En 2007 la compañía Schutt Sports anunció la llegada del casco de la próxima generación, el Schutt ION 4D. Este diseño fue en respuesta a la demanda de un casco más seguro. El diseño incluye una  guarda para la cara integrada. Esa guarda tiene la característica de absorber energía reduciendo la fuerza de los impactos en la guarda. Algunos equipos colegiales usando ese casco son la Fuerza Aérea, los Bulldogs de Georgia, los Leones de Penn State, y los Cavaliers de Virginia. Muchos jugadores de los Gigantes de Nueva York utilizan el diseño ION 4D incluyendo a Amani Toomer y Brandon Jacobs.
Actualmente no existe algún casco que prevenga al 100% una contusión cerebral. 